# إيدا أندرسن
إيدا أندرسن (بالنرويجية البوكمول: Ida Andersen)‏ هي متسابقة يخت نرويجية، ولدت في 14 مارس 1968 في تونسبرغ في النرويج.

## وصلات خارجية
- إيدا أندرسن على موقع أوليمبيديا (الإنجليزية)